# Resolução 187 do Conselho de Segurança das Nações Unidas
Resolução 187 do Conselho de Segurança das Nações Unidas, foi aprovada 13 de março de 1964, após ouvir representantes de Chipre, Grécia e Turquia e estando profundamente preocupado com o desenvolvimento da região, o Conselho registou com palavras de garantia do Secretário-Geral de que as forças de paz do Chipre estavam a caminho.
Foi aprovada por unanimidade.